# Kampot
Kampot é uma província localizada ao sul do Camboja. Sua capital é Kampot. Possui uma área de 4.873 km². Em 2008, sua população era de 585.110 habitantes.
A província está subdividida em 8 distritos:
- 0701 - Angkor Chey
- 0702 - Banteay Meas
- 0703 - Chhuk
- 0704 - Chum Kiri
- 0705 - Dang Tong
- 0706 - Kampong Trach
- 0707 - Kampot
- 0708 - Kampong Bay